# Virtuelles 24-Stunden-Rennen von Le Mans
Wegen der Corona-Virus-Pandemie musste die 88. Ausgabe des 24-Stunden-Rennens von Le Mans auf den 19. und 20. September 2020 verschoben werden. Als Ersatz für das reale Rennen organisierte der ACO in Zusammenarbeit mit Motorsport Network am ursprünglichen Termin (13./14. Juni 2020) das virtuelle 24-Stunden-Rennen von Le Mans. Gefahren wurde auf der Plattform rFactor 2.
Es traten Fahrzeuge der LMP2- und der LMGT-Pro-Klasse an. Ein Fahrzeug wurde jeweils von vier Rennfahrern pilotiert, die sich innerhalb von 24 Stunden dabei abwechselten. Mindestens zwei der vier Fahrer eines Teams mussten professionelle Rennfahrer sein, die übrigen durften professionelle Sim-Racer sein. Unter den 200 Rennfahrern, die für 50 Teams in den zwei Kategorien antraten, befanden sich viele berühmte Fahrer aus der Formel 1 und anderen Rennserien, u. a. Fernando Alonso, Jenson Button, Felipe Massa, Rubens Barrichello, Juan Pablo Montoya, André Lotterer und Charles Leclerc. Das Rennen startete am 13. Juni 2020 um 15:00 Uhr und endete zur selben Uhrzeit am darauf folgenden Tag.

## Rennbericht
Das Fahrzeug der LMP2-Klasse mit der Nummer #4, gefahren von Tom Dillmann, Esteban Guerrieri, Jernej Simončič und Jesper Pedersen, vom ByKolles-Burst-Team qualifizierte sich mit einer Rundenzeit von 3:23,380 Minuten auf der Pole-Position. Am schnellsten unter den Autos der GT-Klasse war im Qualifying der Porsche 911 RSR vom Werksteam mit der Nummer #93, gefahren von Nick Tandy, Ayhancan Güven, Joshua Rogers und Tommy Østgaard.
Das Rennen endete mit dem Gesamtsieg von Louis Deletraz und Raffaele Marciello mit den beiden Sim-Racern Nikodem Wisniewski und Kuba Brzezinski für Rebellion Racing. Die GT-Kategorie gewann der Porsche 911 RSR mit der Nummer #93 vom Werksteam, der von Nick Tandy, Ayhancan Güven, Joshua Rogers und Tommy Østgaard gefahren wurde. Während des Rennens gab es einige technische Probleme, wie z. B. sogenannte Glitches, also Signalaussetzer bei einzelnen Fahrzeugen, die auch zu Unfällen führten. Außerdem musste das Rennen wegen Serverproblemen zweimal jeweils eine halbe Stunde neutralisiert werden. In diesen neutralisierten Rennphasen wurden die zwischenzeitlich als ausgefallen gemeldeten Fahrzeuge vom FA/RB-Team, das u. a. von Fernando Alonso und Rubens Barrichello gefahren wurde, sowie das vom Team Redline, das zwischenzeitlich sogar in Führung lag und das u. a. Max Verstappen und Lando Norris pilotierten, wieder ins Rennen aufgenommen. Sie belegten den 17. bzw. 25. Rang in der Gesamtwertung. Das Fahrzeug vom Team Penske belegte den 27. Platz unter den 30 LMP2-Fahrzeugen, weil unter anderem Simon Pagenaud, einer der Fahrer des Teams, sein Simulator-Set (Rennsitz, Lenkrad und Pedale) während des Rennens austauschen musste, nachdem ein technisches Problem an seinem Lenkrad aufgetreten war.
Formel-1-Rennfahrer Charles Leclerc sagte, trotz des für ihn unglücklich verlaufenen Rennens (Gesamtrang 46), in einem Interview, in Zukunft auch an dem realen 24-Stunden-Rennen von Le Mans teilnehmen zu wollen. Auch Pierre Gasly, ebenfalls Formel-1-Fahrer, kündigte an, irgendwann bei dem echten Rennen starten zu wollen.

## Ergebnisse

### Gesamtergebnis
| Position | Klasse | Nummer | Team                          | Fahrer                                                                | Fahrzeug                 | Runden | Zeit/Abstand |
| -------- | ------ | ------ | ----------------------------- | --------------------------------------------------------------------- | ------------------------ | ------ | ------------ |
| 1        | LMP    | 1      | Rebellion Williams eSport     | Louis Delétraz Raffaele Marciello Nikodem Wisniewski Kuba Brzezinski  | Oreca 07                 | 371    | 24:00:30,007 |
| 2        | LMP    | 4      | ByKolles–Burst Esport         | Tom Dillmann Esteban Guerieri Jernej Simončič Jesper Pedersen         | Oreca 07                 | 371    | +17,781      |
| 3        | LMP    | 13     | Rebellion Williams eSport     | Agustín Canapino Jack Aitken Marc Gassner Michael Romamidis           | Oreca 07                 | 371    | +22,984      |
| 4        | LMP    | 33     | 2 Seas Motorsport             | Isa Bin Abdullah Al-Khalifa Oliver Rowland Rory MacDuff Devin Braune  | Oreca 07                 | 370    | +1 Runde     |
| 5        | LMP    | 24     | Veloce Esports 1              | Jean-Éric Vergne Pierre Gasly Jarno Opmeer Isaac Gillissen            | Oreca 07                 | 370    | +1 Runde     |
| 6        | LMP    | 3      | Rebellion Williams eSport     | Yi-Fei Ye Arthur Rougier Isaac Price Jack Keithley                    | Oreca 07                 | 370    | +1 Runde     |
| 7        | LMP    | 30     | E-Team WRT                    | Dries Vanthoor Kelvin vam der Linde Fabrice Cornelis Arne Schoonvliet | Oreca 07                 | 369    | +2 Runden    |
| 8        | LMP    | 46     | TDS E Racing Motul            | Larry ten Voerde Giedo van der Garde Alex Siebel Dennis Jordan        | Oreca 07                 | 369    | +2 Runden    |
| 9        | LMP    | 23     | Team Rocket Zansho            | Jenson Button Alex Buncombe Jan von der Heyde Matt Richards           | Oreca 07                 | 369    | +2 Runden    |
| 10       | LMP    | 17     | IDEC Sport Racing             | Paul-Loup Chatin Richard Bradley Franco Colapinto Michi Hoyer         | Oreca 07                 | 369    | +2 Runden    |
| 11       | LMP    | 8      | Toyota Gazoo Racing           | Sébastien Buemi Brendon Hartley Kenta Yamashita Yuri Kasdorp          | Oreca 07                 | 368    | +3 Runden    |
| 12       | LMP    | 31     | Panis Racing Triple A         | Tristan Vautier Nico Jamin Hany Alsabti Cazaubon                      | Oreca 07                 | 368    | +3 Runden    |
| 13       | LMP    | 16     | Veloce Esports 2              | Norman Nato Stoffel Vandoorne Eamonn Murphy Tomek Poradzisz           | Oreca 07                 | 368    | +3 Runden    |
| 14       | LMP    | 7      | Toyota Gazoo Racing           | Mike Conway Kamui Kobayashi José María López Maxime Brient            | Oreca 07                 | 367    | +4 Runden    |
| 15       | LMP    | 38     | Jota Team Redline             | António Félix da Costa Felix Rosenqvist Rudy van Buren Kevin Siggy    | Oreca 07                 | 366    | +5 Runden    |
| 16       | LMP    | 37     | Jota Team Redline             | Will Stevens Gabriel Aubry Aleksi Uusi-Jaakkola Dominik Farber        | Oreca 07                 | 366    | +5 Runden    |
| 17       | LMP    | 14     | FA/RB Allinsports             | Fernando Alonso Rubens Barrichello Olli Pahkala Jarl Teien            | Oreca 07                 | 363    | +8 Runden    |
| 18       | LMP    | 2      | Rebellion Williams eSport     | Gustavo Menezes Bruno Senna Petar Brljak Dawid Mroczek                | Oreca 07                 | 363    | +8 Runden    |
| 19       | LMP    | 50     | Richard Mille Racing Team     | Katherine Legge Tatiana Calderón Sophia Flörsch Emily Jones           | Oreca 07                 | 361    | +10 Runden   |
| 20       | LMP    | 12     | MPI-Zansho                    | Max Papis Pietro Fittipaldi Tony Kanaan Sido Weijer                   | Oreca 07                 | 361    | +10 Runden   |
| 21       | LMP    | 42     | Cool Racing                   | Nicolas Lapierre Antonin Borga Erwan Barbier Maxime Scalabrini        | Oreca 07                 | 359    | +12 Runden   |
| 22       | LMP    | 9      | Panis Racing Triple A         | Olivier Panis Aurélien Panis Adam Pinczes Nuno Pinto                  | Oreca 07                 | 358    | +13 Runden   |
| 23       | LMP    | 15     | Multimatic Zansho             | Andy Priaulx Sebastian Priaulx Mike Epps Olivier Fortin               | Oreca 07                 | 357    | +14 Runden   |
| 24       | LMP    | 22     | United Autosports             | Filipe Albuquerque Alex Brundle Job van Uitert Tom Gamble             | Oreca 07                 | 355    | +16 Runden   |
| 25       | LMP    | 20     | Jota Team Redline             | Max Verstappen Lando Norris Atze Kerkhof Greger Huttu                 | Oreca 07                 | 354    | +17 Runden   |
| 26       | LMP    | 36     | Signatech Alpine Elf          | Thomas Laurent André Negrão Pierre Ragues Nicolas Longuet             | Oreca 07                 | 353    | +18 Runden   |
| 27       | LMP    | 6      | Team Penske                   | Juan Pablo Montoya Simon Pagenaud Dane Cameron Ricky Taylor           | Oreca 07                 | 352    | +19 Runden   |
| 28       | LMP    | 21     | Axle Motorsport               | Alex Yoong Alister Yoong Muhammad Naquib Mika Hakimi                  | Oreca 07                 | 350    | +21 Runden   |
| 29       | GTE    | 93     | Porsche Esports Team          | Nick Tandy Ayhancan Güven Joshua Rogers Tommy Østgaard                | Porsche 911 RSR          | 339    | +32 Runden   |
| 30       | GTE    | 95     | Aston Martin Racing           | Nicki Thiim Richard Westbrook Lasse Sørensen Manuel Biancolilla       | Aston Martin Vantage GTE | 338    | +33 Runden   |
| 31       | GTE    | 80     | R8G Esports Team              | Daniel Juncadella Mathias Beche Erhan Jajovski Risto Kappet           | Chevrolet Corvette C7.R  | 337    | +34 Runden   |
| 32       | GTE    | 64     | Corvette Racing               | Tommy Milner Jan Magnussen Dennis Lind Alan Terzic                    | Chevrolet Corvette C7.R  | 337    | +34 Runden   |
| 33       | GTE    | 88     | Dempsey-Proton Racing         | Riccardo Pera Loek Hartog Michael Francesconi Kevin van Dooren        | Porsche 911 RSR          | 337    | +34 Runden   |
| 34       | GTE    | 63     | Corvette Racing               | Jordan Taylor Nicky Catsburg Alex Voss Laurin Heinrich                | Chevrolet Corvette C7.R  | 335    | +36 Runden   |
| 35       | GTE    | 71     | AF Corse                      | Miguel Molina Federico Leo Amos Laurito Jordy Zwiers                  | Ferrari 488 GTE          | 335    | +36 Runden   |
| 36       | GTE    | 54     | Strong Together               | Francesco Castellacci Giancarlo Fisichella Felipe Massa Tony Mella    | Ferrari 488 GTE          | 335    | +36 Runden   |
| 37       | GTE    | 57     | Project 1 Motorsport          | Dylan Pereira Dennis Olsen Tim Neuendorf Zbigniew Siara               | Porsche 911 RSR          | 335    | +36 Runden   |
| 38       | GTE    | 98     | Aston Martin Racing           | Darren Turner Ross Gunn Jonathan Adam Giuseppe di Fuoco               | Aston Martin Vantage GTE | 334    | +37 Runden   |
| 39       | GTE    | 92     | Porsche Esports Team          | Jaxon Evans Matt Campbell Mack Bakkum Jeremy Bouteloup                | Porsche 911 RSR          | 333    | +38 Runden   |
| 40       | GTE    | 91     | Porsche Esports Team          | André Lotterer Neel Jani Mitchell DeJong Martti Pietilä               | Porsche 911 RSR          | 333    | +38 Runden   |
| 41       | GTE    | 99     | Feed Racing                   | Simon Pilate Théo Pourchaire Axel Petit Alexandre Vromant             | Chevrolet Corvette C7.R  | 332    | +39 Runden   |
| 42       | GTE    | 97     | Aston Martin Racing           | Alex Lynn Charlie Eastwood Harry Tincknell Tiziano Brioni             | Aston Martin Vantage GTE | 330    | +41 Runden   |
| 43       | GTE    | 51     | AF Corse                      | Nicklas Nielsen David Perel Kasper Stoltze Matteo Caruso              | Ferrari 488 GTE          | 328    | +43 Runden   |
| 44       | GTE    | 56     | Project 1 Motorsport          | Laurents Hörr David Kolkmann Dany Giusa Lukas Müller                  | Porsche 911 RSR          | 325    | +46 Runden   |
| 45       | GTE    | 67     | Mahle Racing Team             | Ferdinand Habsburg Robert Wickens Jimmy Broadbent Kevin Rotting       | Aston Martin Vantage GTE | 325    | +46 Runden   |
| 46       | GTE    | 52     | AF Corse                      | Charles Leclerc Antonio Giovinazzi Enzo Bonito David Tonizza          | Ferrari 488 GTE          | 324    | +47 Runden   |
| 47       | GTE    | 86     | Gulf Racing                   | Ben Barker Andrew Watson Adam Maguire Eros Masciulli                  | Porsche 911 RSR          | 324    | +47 Runden   |
| DNF      | LMP    | 18     | Veloce Esports 3              | Sacha Fenestraz Ryan Tveter James Baldwin Tom Lartilleux              | Oreca 07                 | 297    | Ausfall      |
| DNF      | LMP    | 10     | Toyota Gazoo Racing Argentina | Nelson Piquet Jr. Julian Santero Fabrizio Gobbi Moreno Sirica         | Oreca 07                 | 188    | Ausfall      |
| DNF      | GTE    | 94     | Porsche Esports Team          | Patrick Pilet Simona de Silvestro Martin Krönke David Williams        | Porsche 911 RSR          | 166    | Ausfall      |
| Quellen: |        |        |                               |                                                                       |                          |        |              |

### LMP2: Top 10
| Position | Nr. | Fahrer                                                       |
| -------- | --- | ------------------------------------------------------------ |
| 1        | #1  | L. Deletraz/ R. Marciello/ N. Wisniewski/ K. Brzezinski      |
| 2        | #4  | T. Dillmann/ E. Guerrieri/ J. Simončič/ J. Pedersen          |
| 3        | #13 | A. Canapino/ J. Aitken/ A. Arana/ M. Romanidis               |
| 4        | #33 | I. Bin Abdulla Al-Khalifa/ O. Rowland/ R. MacDuff/ D. Braune |
| 5        | #24 | J.-E. Vergne/ P. Gasly/ J. Opmeer/ I. Gillissen              |
| 6        | #3  | A. Rougier/ I. Price/ J. Keithley/ Y. Ye                     |
| 7        | #30 | D. Vanthoor/ K. van der Linde/ F. Cornelis/ A. Schoonvliet   |
| 8        | #46 | L. ten Voerde/ G. van der Garde/ A. Siebel/ D. Jordan        |
| 9        | #23 | J. Button/ A. Buncombe/ J. von der Heyde/ M. Richards        |
| 10       | #17 | P.-L. Chatin/ R. Bradley/ F. Colapinto/ M. Hoyer             |

### LMGT-Pro: Top 10
| Position (Gesamt) | Nr. | Fahrer                                              |
| ----------------- | --- | --------------------------------------------------- |
| 1 (29)            | #93 | N. Tandy/ A. Güven/ J. Rogers/ T. Østgaard          |
| 2 (30)            | #95 | N. Thiim/ R. Westbrook/ L. Sørensen/ M. Biancolilla |
| 3 (31)            | #80 | D. Juncadella/ M. Beche/ E. Jajovski/ R. Kappet     |
| 4 (32)            | #64 | T. Milner/ J. Magnussen/ D. Lind/ A. Terzic         |
| 5 (33)            | #88 | R. Pera/ L. Hartog/ M. Francesconi/ K. van Dooren   |
| 6 (34)            | #63 | J. Taylor/ N. Catsburg/ A. Voss/ L. Heinrich        |
| 7 (35)            | #71 | M. Molina/ F. Leo/ A. Laurito/ J. Zwiers            |
| 8 (36)            | #54 | F. Massa/ G. Fisichella/ F. Castellacci/ T. Mella   |
| 9 (37)            | #57 | D. Pereira/ D. Olsen/ T. Neuendorf/ Z. Siara        |
| 10 (38)           | #98 | D. Turner/ R. Gunn/ J. Adam/ G. de Fuoco            |